# Державна прикордонна служба Азербайджану
Державна прикордонна служба Азербайджану (азерб. Dövlət Sərhəd Xidməti) (скороч. DSX) — державна військова організація, основним завданням якої є охорони державного кордону Азербайджанської Республіки.
Державна прикордонна служба Азербайджану була утворена 31 липня 2002 року указом президента Азербайджанської Республіки на базі виведеного з Міністерства національної безпеки Управління прикордонних військ.
На чолі Державної прикордонної служби командувач — генерал-лейтенант Ельчин Гулієв.

## Місія
Основними завданнями Державної прикордонної служби Азербайджану є охорона державного кордону республіки, боротьба з міжнародним тероризмом, боротьба з нелегальною міграцією та торгівлею людьми, боротьба з контрабандою, незаконним обігом наркотиків, боротьба з поширенням компонентів зброї масового ураження, захист нафтогазовидобувних платформ і трубопроводів в азербайджанському секторі Каспійського моря.

## Структура
До складу Державної прикордонної служби Азербайджану входить Берегова охорона Азербайджану.

## Співпраця
Державна прикордонна служба Азербайджану активно співпрацює з представництвами прикордонників сусідніх держав — Росією, Грузією, Туреччиною, Іраном, Казахстаном, Туркменістаном. В рамках цієї співпраці проводяться дво-і багатосторонні зустрічі та конференції. З прикордонними службами Росії та Казахстану проводяться спільні навчання.
В рамках спільної роботи з підвищення безпеки повітряного простору Азербайджану і морського простору в Каспійському морі Державна прикордонна служба Азербайджану проводить спільну роботу з НАТО. Прикордонні війська АР не підпорядковуються Міністерству Оборони АР. Державна Прикордонна Служба Азербайджанської Республіки підпорядковуються Президенту Азербайджанської Республіки і виконують безпосередньо його накази.

## Галерея

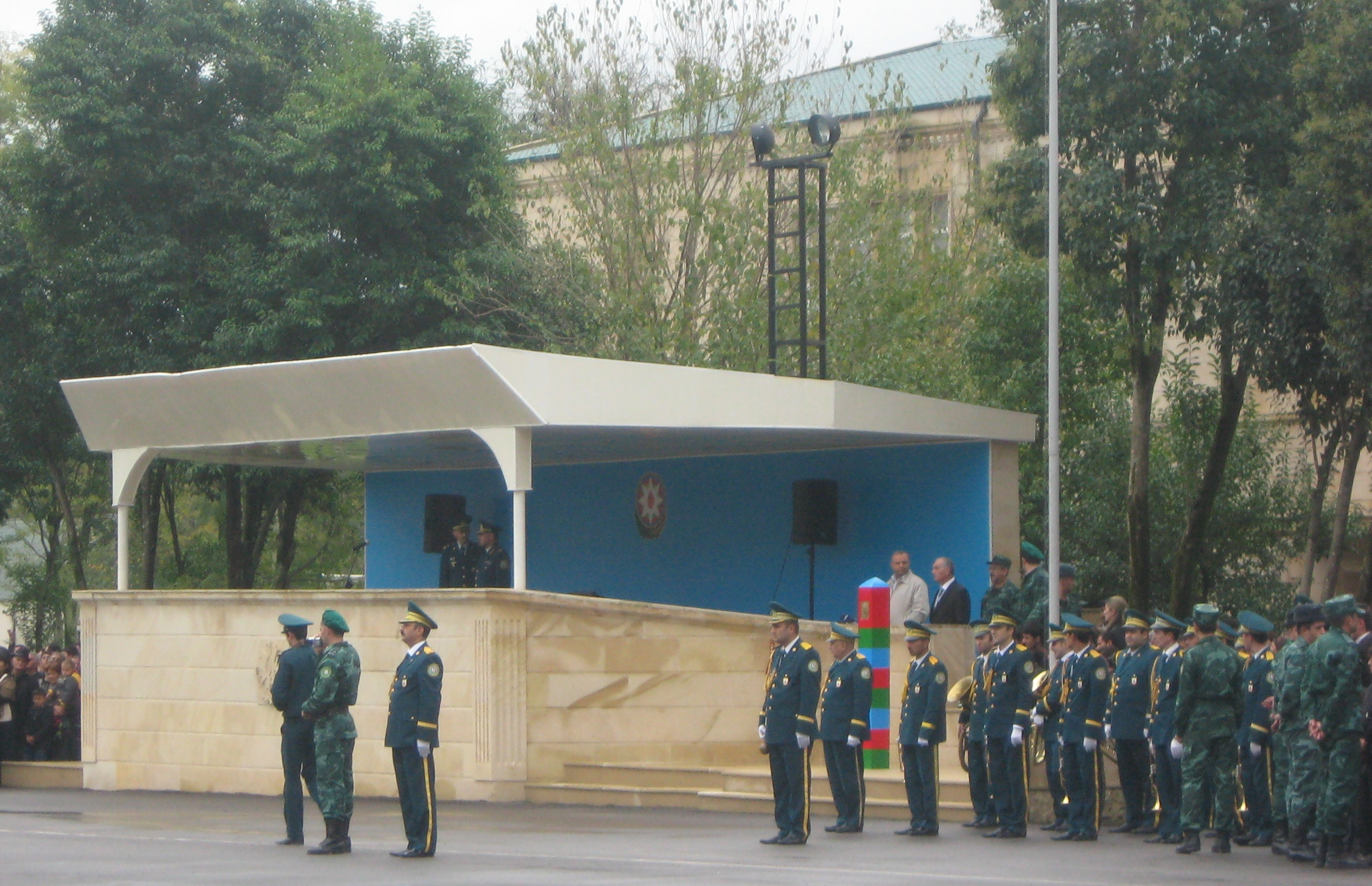
Зам. начальника ДПС генерал-майор М. Аббаскуліев на військовій присязі прикордонників у Гьойтепе
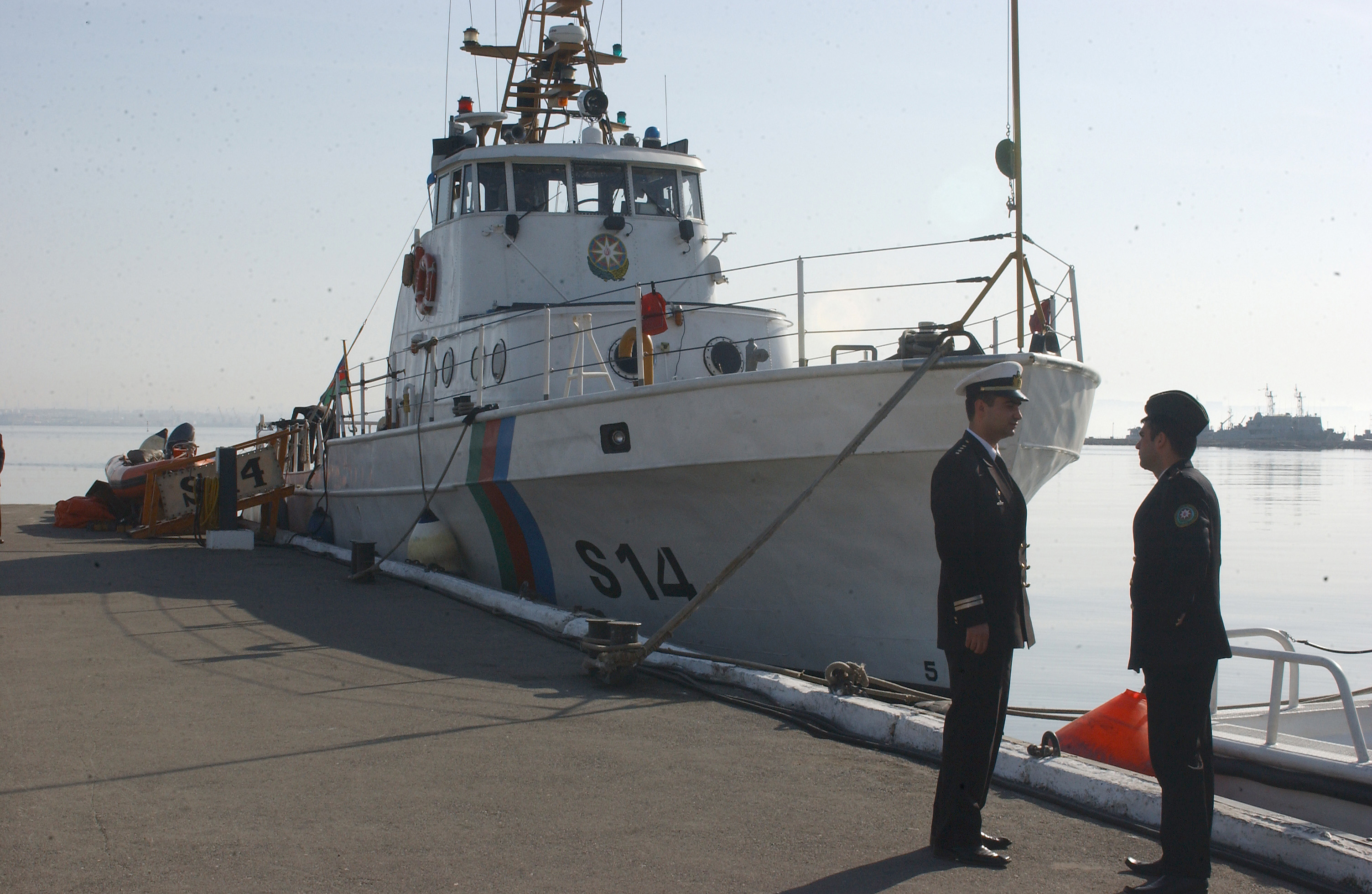
Каспійський сторожовий корабель
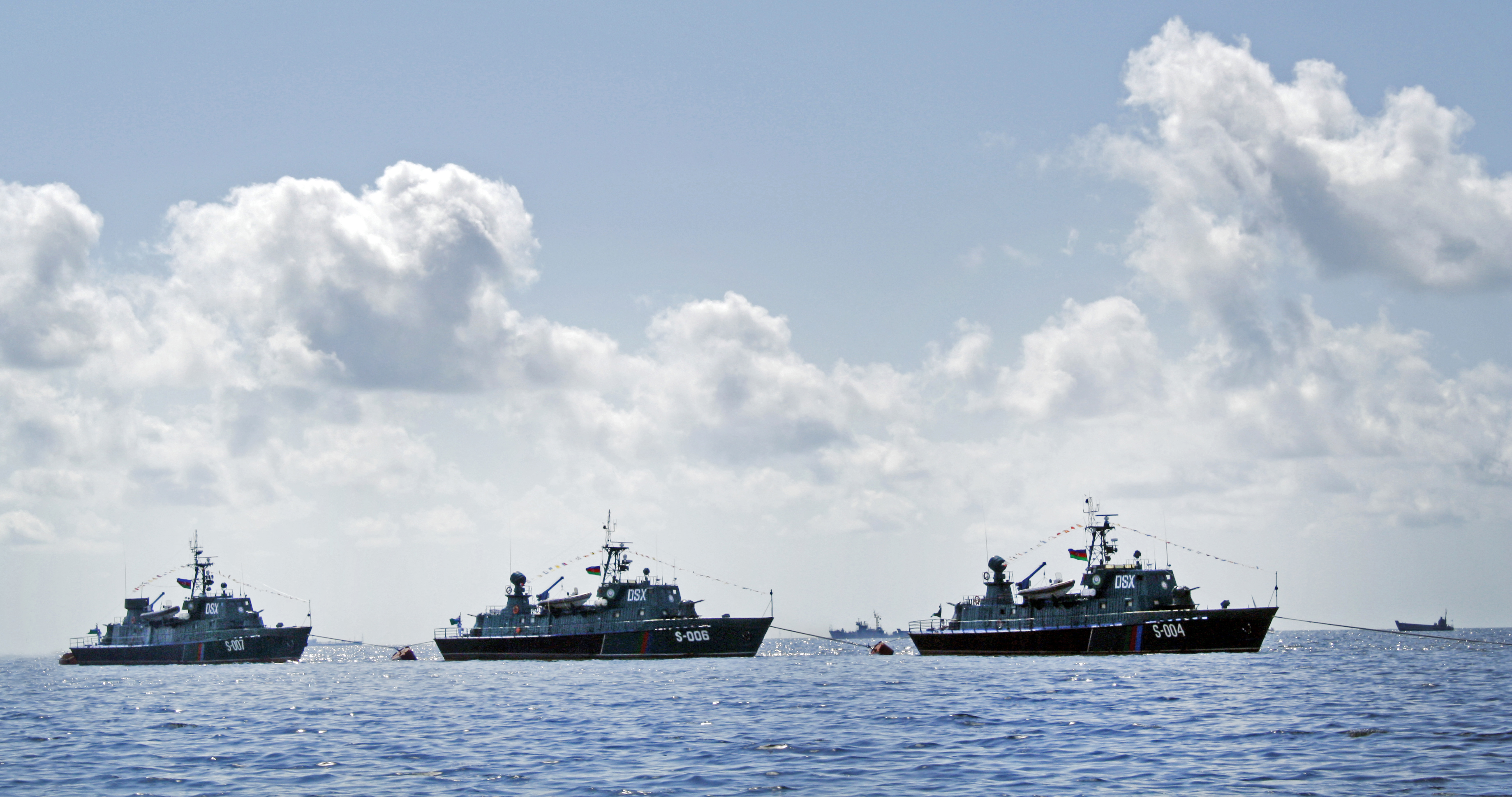
Морські сили Прикордонних Азербайджану під час параду 26 червня 2011 року.